# Friedrich Beyerhaus
Friedrich Wilhelm Heinrich Beyerhaus (* 1820 in Gleiwitz; † 17. Juli 1898 in Berlin) war ein deutscher Bildhauer, Graveur, Modelleur und Eisengießer.
Friedrich Beyerhaus war der älteste Sohn des ersten Modelleurs der Gleiwitzer Hütte, Friedrich Ludwig Beyerhaus. Er studierte nach dem Besuch des Gleiwitzer Gymnasiums an der Akademie in Berlin. Nach einem einjährigen Aufenthalt in Paris und kürzerer Tätigkeit in Potsdam wurde er zweiter Modelleur der Gleiwitzer Hütte und blieb dort bis 1865. Seine Tätigkeit bestand in Graveurarbeiten, Stempelschnitten, Reliefs, Ziselierungen, zeichnerischen Entwürfen, auch plastischen Arbeiten. Sein Material war meist Bronze und Zink, seltener Eisen.
Verheiratet war er seit 1858 mit Marie Reinecke. Sein Bruder war der Bildhauer und Stuckateur Hermann Ludwig Beyerhaus (1826–1918).

## Werke (Auswahl)
- Altar-Akroterien und ein Ciborium für die Kirche in Beuthen, 1847
- Kandelaber und Bronzebüsten für Herrn von Winkler, 1852
- Vier gotische Kapitale für die Orgel in Königshütte in Zink, 1863
- Fünf Säulenkapitäle in Zink für das Rathaus in Leobschütz, 1864
- Zwölf Kapitale und zwei Kandelaber für die Synagoge Tarnowitz, 1864